# (816) Юлиана
(816) Юлиана (лат. Juliana) — астероид главного пояса, открытый 8 февраля 1916 года немецким астрономом Максом Вольфом в обсерватории Гейдельберг.
Назван, предположительно, в честь королевы Нидерландов Юлианы (1909 - 2004). Том Герельс, в связи с его интерпретацией значения имени Вильгельмина ((392) Вильгельмина) указывает на некоторую последовательность в том что Макс Вольф решил называть астероид ещё и в честь дочери Вильгельмины.